# Medaliści igrzysk olimpijskich w golfie

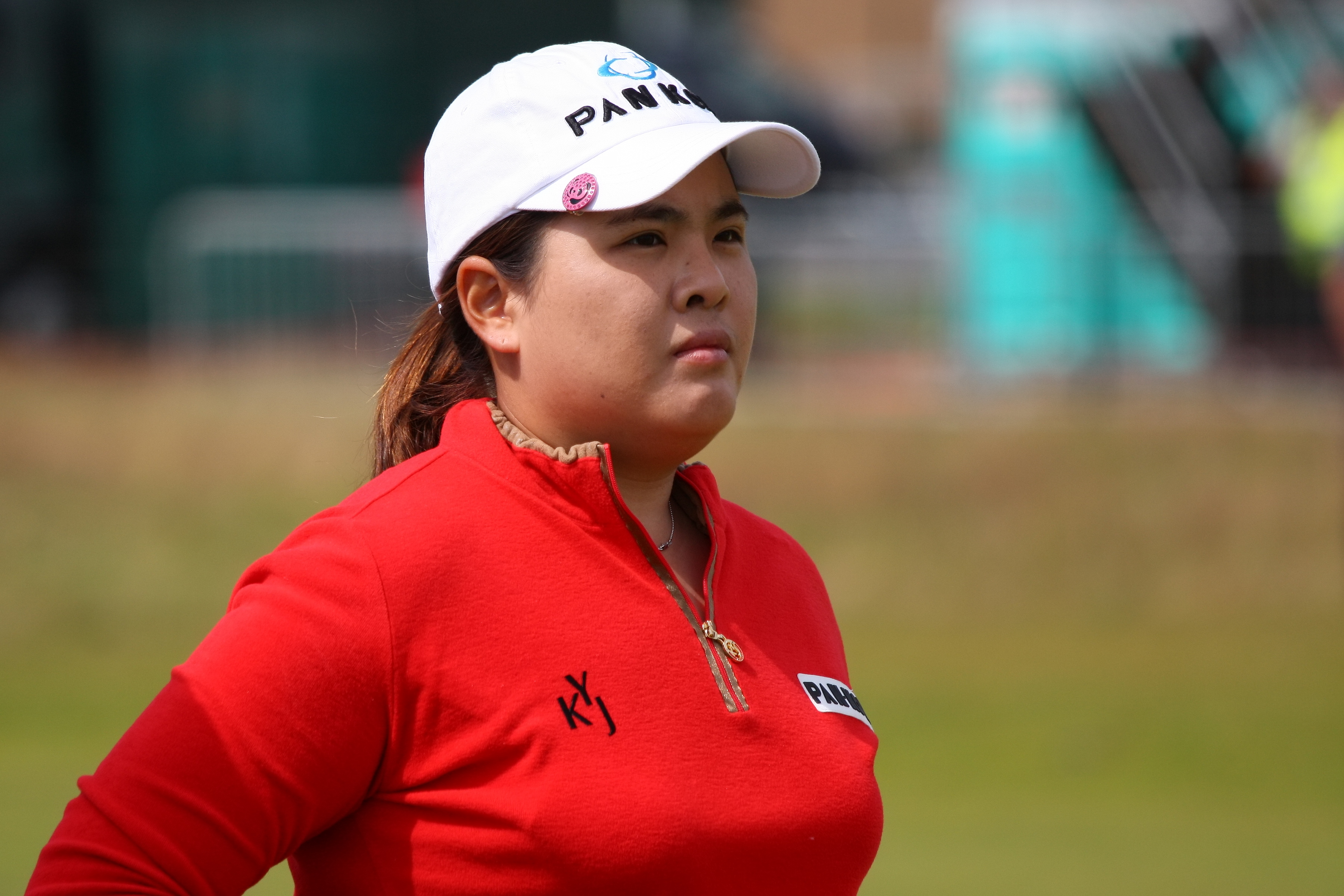
Park In-bee – złota medalistka olimpijska w golfie

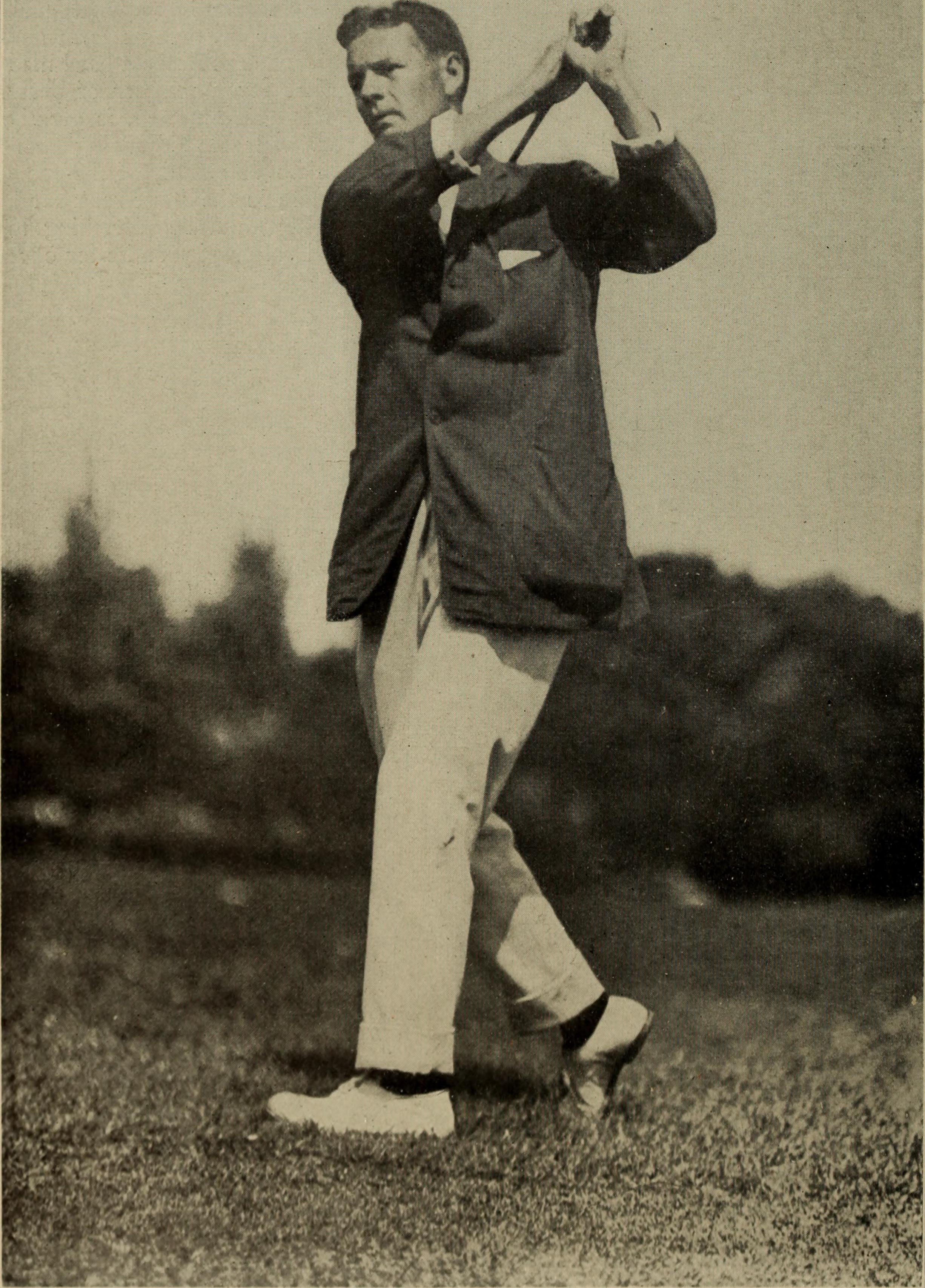
Chandler Egan – najbardziej utytułowany golfista w historii igrzysk olimpijskich

Medaliści igrzysk olimpijskich w golfie – zestawienie zawodników i zawodniczek, którzy przynajmniej raz stanęli na podium zawodów olimpijskich w golfie.
Rywalizacja o medale olimpijskie w golfie przeprowadzona została trzykrotnie. Pierwszy raz na II Letnich Igrzyskach Olimpijskich, które miały miejsce w 1900 w Paryżu. Wówczas rywalizacja odbywała się w grze indywidualnej kobiet i mężczyzn. Podczas następnych igrzysk o medale walczyli wyłącznie mężczyźni. Rozegrano wówczas konkurencję indywidualną oraz drużynową, w której zmagania przebiegały w dziesięcioosobowych zespołach. Golf powrócił do programu podczas Letnich Igrzysk Olimpijskich 2016, na których rozegrano te same konkurencje co w 1900.
Pierwsze miejsce w klasyfikacji medalowej wszech czasów zajmują Stany Zjednoczone z dorobkiem 3 złotych, 3 srebrnych i 5 brązowych medali. Druga w klasyfikacji jest Wielka Brytania, która ma po jednym medalu z każdego z kruszców. Pozostałe pięć reprezentacji, których przedstawiciele zdobywali olimpijskie krążki w golfie, ma po jednym medalu. Wśród nich jedynie sportowcy z Kanady i Korei Południowej zdobywali złote medale. Po dwa srebrne mają Nowa Zelandia i Szwecja. Jeden brązowy medal w golfie należy do Chin.
Najbardziej utytułowanym golfistą na igrzyskach olimpijskich jest Amerykanin Chandler Egan, który w 1904 zdobył złoty i srebrny medal. Oprócz niego jeszcze dwóch zawodników ma co najmniej 2 medale olimpijskie z konkurencji golfowych – są to Amerykanie Burt McKinnie i Francis Newton z dorobkiem 1 srebrnego i 1 brązowego medalu z 1904.

## Gra indywidualna mężczyzn
W poniższej tabeli przedstawiono wszystkich medalistów igrzysk olimpijskich w golfie w rywalizacji indywidualnej mężczyzn w latach 1900–1904 i 2016-2020.
| Rok i miejsce                                                       | Złoto             | Srebro            | Brąz            | Źr.   |
| ------------------------------------------------------------------- | ----------------- | ----------------- | --------------- | ----- |
| 1900, Paryż                                                         | Charles Sands     | Walter Rutherfort | David Robertson | [ 4 ] |
| 1904, Saint Louis                                                   | George Lyon       | Chandler Egan     | Burt McKinnie   | [ 5 ] |
| 1904, Saint Louis                                                   | George Lyon       | Chandler Egan     | Francis Newton  | [ 5 ] |
| Konkurencja nie uwzględniona w programie igrzysk w latach 1908–2012 |                   |                   |                 |       |
| 2016, Rio de Janeiro                                                | Justin Rose       | Henrik Stenson    | Matt Kuchar     | [ 6 ] |
| 2020, Tokio                                                         | Xander Schauffele | Rory Sabbatini    | Pan Cheng-tsung | [ 7 ] |

## Gra indywidualna kobiet
W poniższej tabeli przedstawiono wszystkie medalistki igrzysk olimpijskich w golfie w rywalizacji indywidualnej kobiet w 1900, 2016 i 2020.
| Rok i miejsce                                                       | Złoto                | Srebro           | Brąz          | Źr.    |
| ------------------------------------------------------------------- | -------------------- | ---------------- | ------------- | ------ |
| 1900, Paryż                                                         | Margaret Ives Abbott | Pauline Whittier | Daria Pratt   | [ 8 ]  |
| Konkurencja nie uwzględniona w programie igrzysk w latach 1904–2012 |                      |                  |               |        |
| 2016, Rio de Janeiro                                                | Park In-bee          | Lydia Ko         | Feng Shanshan | [ 9 ]  |
| 2020, Tokio                                                         | Nelly Korda          | Mone Inami       | Lydia Ko      | [ 10 ] |

## Gra drużynowa mężczyzn
W poniższej tabeli przedstawiono wszystkich medalistów igrzysk olimpijskich w golfie w rywalizacji drużynowej mężczyzn w 1904.
| Rok i miejsce     | Złoto | Srebro | Brąz | Źr.    |
| ----------------- | --- | --- | --- | ------ |
| 1904, Saint Louis | Stany Zjednoczone Robert Hunter Chandler Egan Kenneth Edwards Clement Smoot Walter Egan Daniel Sawyer Edward Cummins Mason Phelps Nathaniel Moore Warren Wood | Stany Zjednoczone Albert Lambert Stuart Stickney Burt McKinnie William Stickney Ralph McKittrick Frederick Semple Francis Newton Henry Potter John Cady John Maxwell | Stany Zjednoczone Douglass Cadwallader Allen Lard Jesse Carleton Simeon Price Harold Weber John Rahm Arthur Hussey Orus Jones Harold Fraser George Oliver | [ 11 ] |

## Klasyfikacje medalowe

### Klasyfikacja zawodników
W poniższym zestawieniu ujęto klasyfikację zawodników, którzy zdobyli przynajmniej jeden medal olimpijski w golfie. W przypadku, gdy dwóch zawodników zdobyło tę samą liczbę medali wszystkich kolorów, wzięto pod uwagę najpierw kolejność chronologiczną, a następnie porządek alfabetyczny.
| Miejsce | Zawodnik             | Państwo           | Lata | Złoto | Srebro | Brąz | Razem |
| ------- | -------------------- | ----------------- | ---- | ----- | ------ | ---- | ----- |
| 1.      | Chandler Egan        | Stany Zjednoczone | 1904 | 1     | 1      | 0    | 2     |
| 2.      | Charles Sands        | Stany Zjednoczone | 1900 | 1     | 0      | 0    | 1     |
| 2.      | Edward Cummins       | Stany Zjednoczone | 1904 | 1     | 0      | 0    | 1     |
| 2.      | Kenneth Edwards      | Stany Zjednoczone | 1904 | 1     | 0      | 0    | 1     |
| 2.      | Walter Egan          | Stany Zjednoczone | 1904 | 1     | 0      | 0    | 1     |
| 2.      | Robert Hunter        | Stany Zjednoczone | 1904 | 1     | 0      | 0    | 1     |
| 2.      | George Lyon          | Kanada            | 1904 | 1     | 0      | 0    | 1     |
| 2.      | Nathaniel Moore      | Stany Zjednoczone | 1904 | 1     | 0      | 0    | 1     |
| 2.      | Mason Phelps         | Stany Zjednoczone | 1904 | 1     | 0      | 0    | 1     |
| 2.      | Daniel Sawyer        | Stany Zjednoczone | 1904 | 1     | 0      | 0    | 1     |
| 2.      | Clement Smoot        | Stany Zjednoczone | 1904 | 1     | 0      | 0    | 1     |
| 2.      | Warren Wood          | Stany Zjednoczone | 1904 | 1     | 0      | 0    | 1     |
| 2.      | Justin Rose          | Wielka Brytania   | 2016 | 1     | 0      | 0    | 1     |
| 14.     | Burt McKinnie        | Stany Zjednoczone | 1904 | 0     | 1      | 1    | 2     |
| 14.     | Francis Newton       | Stany Zjednoczone | 1904 | 0     | 1      | 1    | 2     |
| 16.     | Walter Rutherfort    | Wielka Brytania   | 1900 | 0     | 1      | 0    | 1     |
| 16.     | John Cady            | Stany Zjednoczone | 1904 | 0     | 1      | 0    | 1     |
| 16.     | Albert Lambert       | Stany Zjednoczone | 1904 | 0     | 1      | 0    | 1     |
| 16.     | John Maxwell         | Stany Zjednoczone | 1904 | 0     | 1      | 0    | 1     |
| 16.     | Ralph McKittrick     | Stany Zjednoczone | 1904 | 0     | 1      | 0    | 1     |
| 16.     | Henry Potter         | Stany Zjednoczone | 1904 | 0     | 1      | 0    | 1     |
| 16.     | Frederick Semple     | Stany Zjednoczone | 1904 | 0     | 1      | 0    | 1     |
| 16.     | Stuart Stickney      | Stany Zjednoczone | 1904 | 0     | 1      | 0    | 1     |
| 16.     | William Stickney     | Stany Zjednoczone | 1904 | 0     | 1      | 0    | 1     |
| 16.     | Henrik Stenson       | Szwecja           | 2016 | 0     | 1      | 0    | 1     |
| 26.     | David Robertson      | Wielka Brytania   | 1900 | 0     | 0      | 1    | 1     |
| 26.     | Douglass Cadwallader | Stany Zjednoczone | 1904 | 0     | 0      | 1    | 1     |
| 26.     | Jesse Carleton       | Stany Zjednoczone | 1904 | 0     | 0      | 1    | 1     |
| 26.     | Harold Fraser        | Stany Zjednoczone | 1904 | 0     | 0      | 1    | 1     |
| 26.     | Arthur Hussey        | Stany Zjednoczone | 1904 | 0     | 0      | 1    | 1     |
| 26.     | Orus Jones           | Stany Zjednoczone | 1904 | 0     | 0      | 1    | 1     |
| 26.     | Allen Lard           | Stany Zjednoczone | 1904 | 0     | 0      | 1    | 1     |
| 26.     | George Oliver        | Stany Zjednoczone | 1904 | 0     | 0      | 1    | 1     |
| 26.     | Simeon Price         | Stany Zjednoczone | 1904 | 0     | 0      | 1    | 1     |
| 26.     | John Rahm            | Stany Zjednoczone | 1904 | 0     | 0      | 1    | 1     |
| 26.     | Harold Weber         | Stany Zjednoczone | 1904 | 0     | 0      | 1    | 1     |
| 26.     | Matt Kuchar          | Stany Zjednoczone | 2016 | 0     | 0      | 1    | 1     |

### Klasyfikacja zawodniczek
W poniższej tabeli przedstawiono klasyfikację zawodniczek, które zdobyły przynajmniej jeden medal olimpijski w golfie. W przypadku zawodniczek z taką samą liczbą medali wszystkich kruszców w pierwszej kolejności wzięto pod uwagę rok zdobycia pierwszego medalu olimpijskiego, a w drugiej porządek alfabetyczny.
| Miejsce | Zawodniczka      | Państwo           | Lata | Złoto | Srebro | Brąz | Razem |
| ------- | ---------------- | ----------------- | ---- | ----- | ------ | ---- | ----- |
| 1.      | Margaret Abbott  | Stany Zjednoczone | 1900 | 1     | 0      | 0    | 1     |
| 1.      | Park In-bee      | Korea Południowa  | 2016 | 1     | 0      | 0    | 1     |
| 3.      | Pauline Whittier | Stany Zjednoczone | 1900 | 0     | 1      | 0    | 1     |
| 3.      | Lydia Ko         | Nowa Zelandia     | 2016 | 0     | 1      | 0    | 1     |
| 5.      | Daria Pratt      | Stany Zjednoczone | 1900 | 0     | 0      | 1    | 1     |
| 5.      | Feng Shanshan    | Chiny             | 2016 | 0     | 0      | 1    | 1     |

### Klasyfikacja państw
Poniższa tabela przedstawia klasyfikację państw, które zdobyły przynajmniej jeden medal olimpijski w golfie. Pod uwagę wzięto wszystkie konkurencje jednocześnie.
| Miejsce | Reprezentacja     | Złoto | Srebro | Brąz | Razem |
| ------- | ----------------- | ----- | ------ | ---- | ----- |
| 1       | Stany Zjednoczone | 5     | 3      | 5    | 13    |
| 2       | Wielka Brytania   | 1     | 1      | 1    | 3     |
| 3       | Korea Południowa  | 1     | 0      | 0    | 1     |
| 3       | Kanada            | 1     | 0      | 0    | 1     |
| 5       | Nowa Zelandia     | 0     | 1      | 1    | 2     |
| 6       | Japonia           | 0     | 1      | 0    | 1     |
| 6       | Słowacja          | 0     | 1      | 0    | 1     |
| 6       | Szwecja           | 0     | 1      | 0    | 1     |
| 9       | Chińskie Tajpej   | 0     | 0      | 1    | 1     |
| 9       | Chiny             | 0     | 0      | 1    | 1     |
| Razem   | Razem             | 8     | 8      | 9    | 25    |

#### Klasyfikacja państw według lat
W poniższej tabeli zestawiono państwa według liczby medali zdobytych w golfie podczas kolejnych edycji letnich igrzysk olimpijskich. Przedstawiono sumę wszystkich medali (złotych, srebrnych i brązowych) we wszystkich konkurencjach łącznie.
| Państwo           | '00 | '04 | '16 | suma |
| ----------------- | --- | --- | --- | ---- |
| Chiny             | –   | –   | 1   | 1    |
| Kanada            | 1   | –   | –   | 1    |
| Korea Południowa  | –   | –   | 1   | 1    |
| Nowa Zelandia     | –   | –   | 1   | 1    |
| Stany Zjednoczone | 4   | 6   | 1   | 11   |
| Szwecja           | –   | –   | 1   | 1    |
| Wielka Brytania   | 2   | –   | 1   | 3    |

#### Klasyfikacja państw według konkurencji
W poniższej tabeli przedstawiono liczbę medali olimpijskich zdobytych przez poszczególne państwa w konkurencjach golfa.
| Państwo           | pojedyncza (m) | pojedyncza (k) | drużynowa (m) | suma |
| ----------------- | -------------- | -------------- | ------------- | ---- |
| Chiny             | –              | 1              | –             | 1    |
| Kanada            | 1              | –              | –             | 1    |
| Korea Południowa  | –              | 1              | –             | 1    |
| Nowa Zelandia     | –              | 1              | –             | 1    |
| Stany Zjednoczone | 5              | 3              | 3             | 11   |
| Szwecja           | 1              | –              | –             | 1    |
| Wielka Brytania   | 3              | –              | –             | 3    |